# Cadiorapa
Cadiorapa är ett släkte av fjärilar. Cadiorapa ingår i familjen nattflyn.
Kladogram enligt Catalogue of Life:
| Cadiorapa | \| \| Cadiorapa albivena \| \| \| \| \| \| Cadiorapa praxina \| \| \| \| \| \| Cadiorapa puella \| \| \| \| |
|           | \| \| Cadiorapa albivena \| \| \| \| \| \| Cadiorapa praxina \| \| \| \| \| \| Cadiorapa puella \| \| \| \| |
|           | Cadiorapa albivena                                                                                          |
|           | |
|           | Cadiorapa praxina                                                                                           |
|           | |
|           | Cadiorapa puella                                                                                            |
|           | |